# 道田信一郎
道田 信一郎（みちだ しんいちろう、1924年8月7日 - 1988年6月10日）は、日本の法学者。専門は、英米法（特にアメリカ商取引法）、国際取引法。

## 略歴
長野県長野市出身。1945年8月陸軍士官学校第59期在学中に終戦。1949年京都大学法学部卒。
1953年京都大学法学部助教授、1962年「対米貿易売買法」で法学博士の学位を取得、教授に昇任。1980-1982年法学部長。1988年定年退官、名誉教授、姫路獨協大学法学部教授に就任。この間ミシガン大学、ハーバード大学などのロースクールで客員教授として国際取引法などを講義。1968年より国際連合国際商取引法委員会（UNCITRAL）の日本代表として「国際物品売買契約に関する国際連合条約」（CISG）の起草に尽力し、この条約を採択した1980年のウィーン外交会議では実質規定ラポルトゥールを務めた。比較法学会理事長（1984-1988年）、日本学術会議会員（1985-1988年）。
2017年にノーベル文学賞を受賞したカズオ・イシグロは甥（妹・静子の長男）にあたる。 長男は、一級建築士事務所エイト・エフェクト代表で、京都の老舗旅館「柊家」の改築などを手がけた建築家の道田淳。次男は、大阪芸術大学デザイン学科准教授の道田健。

## 著書
- 『日米商事法の実際』訳著 有信堂 1961
- 『対米貿易売買法』商事法務研究会 1962
- 『アメリカのビジネスと法』有信堂 1964
- 『企業と法律』筑摩書房 経営学全集 1971
- 『独占への審判 アメリカ・ヨーロッパ・日本の大企業と独禁法』日本経済新聞社 1980
- 『わなと裁判 アメリカと日本』1983 中公新書
- 『男女雇用の平等』1984 新潮選書
- 『契約社会 アメリカと日本の違いを見る』有斐閣 1987
- 『国際取引と法』商事法務研究会 1990

### 共著
- 『アメリカ商取引法と日本民商法』第1-2　R.ブラウカー共著 東京大学出版会 1960-61

## 論文
- <道田信一郎